# Football Club Internazionale Milano e nazionali di calcio
Questa voce tratta il legame fra il Football Club Internazionale Milano e le selezioni calcistiche nazionali, con particolare attenzione al rapporto fra l'Inter e la Nazionale di calcio dell'Italia.

## Calciatori italiani

Giacinto Facchetti è il giocatore nerazzurro che detiene più presenze della Nazionale italiana con 94 partite ufficiali disputate.

L'Inter è il secondo club che ha fornito il maggior numero di giocatori alla Nazionale italiana: all'8 novembre 2024, infatti, 119 elementi hanno vestito la maglia azzurra all'epoca della loro militanza interista (meglio ha fatto solo la Juventus con 152). Inoltre, al 22 giugno 2017, l'Inter è il secondo club per numero di calciatori presenti in almeno un incontro della Nazionale (103), nonché per presenze totali (1399).
Il contributo maggiore dell'Inter in termini di elementi prestati alla Nazionale italiana risale ai mondiali del 1954, del 1970 e del 1986, edizioni in cui furono schierati sei uomini dell'Inter ciascuna: Giacomazzi, Ghezzi, Lorenzi, Neri, Nesti e Vincenzi nel 1954; Bertini, Boninsegna, Burgnich, Facchetti, Mazzola e Vieri nel 1970; Altobelli, Baresi, Bergomi, Collovati, Tardelli e Zenga nel 1986.
Il primo calciatore di origine straniera ad indossare la maglia della nazionale italiana fu l'interista Ermanno Aebi, cittadino svizzero, che scese in campo in due occasioni. Esordì il 18 gennaio 1920, quando l'Italia giocò contro la Francia al Velodromo Sempione di Milano, e contribuì con tre reti alla vittoria degli azzurri per 9-4.
Sono 14 in totale i giocatori dell'Inter militanti nelle selezioni nazionali italiane campioni del mondo; fra questi Meazza lo è stato per ben due volte: i convocati nerazzurri sono stati 4 nel 1934 (Allemandi, Castellazzi, Demaría e Meazza), 5 nel 1938 (Giovanni Ferrari, Ferraris II, Locatelli, Meazza e Olmi), 5 nel 1982 (Altobelli, Bergomi, Bordon, Marini e Oriali) e uno nel 2006 (Marco Materazzi). Solo la Juventus, con 22 calciatori italiani, e il Bayern Monaco, con 21 tedeschi, hanno saputo fare meglio.
Sei sono, inoltre, i calciatori italiani dell'Inter laureatisi campioni d'Europa con la Nazionale, nel 1968 (Burgnich, Domenghini, Facchetti e Mazzola) e nel 2020 (Barella e Bastoni) e due quelli vincitori della medaglia d'oro olimpica, nel 1936 (Frossi e Locatelli). La società nerazzurra, infine, detiene il record assoluto di giocatori vincitori della Coppa Internazionale (12, tutti italiani).

### Lista di calciatori convocati nella Nazionale «A» italiana
- Francesco Acerbi
- Daniele Adani
- Ermanno Aebi *
- Luigi Allemandi
- Alessandro Altobelli
- Amedeo Amadei
- Antonio Valentín Angelillo *
- Giuseppe Asti
- Dino Baggio
- Roberto Baggio
- Salvatore Bagni
- Mario Balotelli
- Nicolò Barella
- Giuseppe Baresi
- Alessandro Bastoni
- Gianfranco Bedin
- Delfo Bellini
- Mauro Bellugi
- Giuseppe Bergomi
- Fulvio Bernardini
- Nicola Berti
- Mario Bertini
- Alessandro Bianchi
- Cristiano Biraghi
- Bruno Bolchi
- Roberto Boninsegna
- Franco Bontadini
- Ivano Bordon
- Lorenzo Buffon
- Tarcisio Burgnich

- Aldo Campatelli
- Piero Campelli
- Antonio Candreva
- Fabio Cannavaro
- Renato Cappellini
- Armando Castellazzi
- Carlo Ceresoli
- Aldo Cevenini
- Luigi Cevenini
- Francesco Coco
- Fulvio Collovati
- Leopoldo Conti
- Mario Corso
- Danilo D'Ambrosio
- Matteo Darmian
- Marco Delvecchio
- Attilio Demaría *
- Luigi Di Biagio
- Federico Dimarco
- Angelo Domenghini
- Éder *
- Giacinto Facchetti
- Ricardo Faccio *
- Pietro Fanna
- Osvaldo Fattori
- Giuseppe Favalli
- Giovanni Ferrari
- Rino Ferrario
- Pietro Ferraris
- Riccardo Ferri

- Davide Fontolan
- Virgilio Fossati
- Angelo Franzosi
- Davide Frattesi
- Salvatore Fresi
- Annibale Frossi
- Roberto Gagliardini
- Giorgio Ghezzi
- Giovanni Giacomazzi
- Attilio Giovannini
- Fabio Grosso
- Aristide Guarneri
- Giovanni Invernizzi
- Spartaco Landini
- Ugo Locatelli
- Benito Lorenzi
- Saul Malatrasi
- Antonio Manicone
- Gianpiero Marini
- Ernesto Mascheroni
- Marco Materazzi
- Gianfranco Matteoli
- Bruno Mazza
- Alessandro Mazzola
- Giuseppe Meazza
- Aurelio Milani
- Francesco Moriero
- Thiago Motta *
- Maino Neri
- Fulvio Nesti

- Giovanni Pasquale
- Roberto Porta
- Renato Olmi
- Gabriele Oriali
- Gianluca Pagliuca
- Egisto Pandolfini
- Christian Panucci
- Giampaolo Pazzini
- Armando Picchi
- Silvio Pietroboni
- Alfredo Pitto
- Matteo Politano
- Andrea Ranocchia
- Enrico Rivolta
- Antonio Sabato
- Davide Santon
- Giuliano Sarti
- Luigi Sartor
- Stefano Sensi
- Pietro Serantoni
- Aldo Serena
- Marco Tardelli
- Francesco Toldo
- Nicola Ventola
- Lido Vieri
- Christian Vieri
- Guido Vincenzi
- Cristiano Zanetti
- Walter Zenga

Fonte:  Nazionali in cifre: Convocati da una società, su figc.it, Federazione Italiana Giuoco Calcio. URL consultato il 27 ottobre 2012 (archiviato dall'url originale il 9 novembre 2011).

Legenda:

 Calciatori vincitori della Coppa del mondo di calcio durante la loro militanza nell'Inter.

 Calciatori vincitori del Campionato europeo di calcio durante la loro militanza nell'Inter.

 Calciatori vincitori della medaglia d'oro del torneo olimpico di calcio durante la loro militanza nell'Inter.

 Calciatori vincitori della Coppa Internazionale di calcio durante la loro militanza nell'Inter.

(*) Calciatori oriundi o naturalizzati.
La lista è aggiornata al 18 marzo 2017.

## Calciatori non italiani
L'Inter è al terzo posto nella particolare classifica dei club che vantano giocatori campioni del mondo con la propria Nazionale, 20: ai 14 già citati, vincitori con l'Italia, vanno aggiunti i tedeschi Andreas Brehme, Jürgen Klinsmann e Lothar Matthäus, il francese Youri Djorkaeff, il brasiliano Ronaldo e l'argentino Lautaro Martínez. L'Inter è preceduta in tale graduatoria dalla Juventus (27) e dal Bayern Monaco (24).
I calciatori nerazzurri vincitori della Coppa delle Confederazioni FIFA sono quattro, tutti brasiliani: Ronaldo, Adriano, Júlio César e Maicon. La medaglia d'oro olimpica e la Coppa dei Campioni CONMEBOL-UEFA, invece, sono state conquistate solo da calciatori argentini: Nicolás Burdisso e Kily González hanno vinto la prima, Lautaro Martínez la seconda.
Per quanto concerne le competizioni continentali, oltre ai sei vincitori con l'Italia, nel campionato d'Europa altri tre giocatori interisti sono stati vincitori del torneo: lo spagnolo Luis Suárez, il francese Laurent Blanc e il greco Giōrgos Karagkounīs. In Copa América, infine, i trionfatori interisti sono stati otto: i brasiliani Ronaldo, Adriano, Maicon e Miranda; l'uruguaiano Rubén Sosa; il colombiano Iván Córdoba; il cileno Gary Medel (per due volte); l'argentino Lautaro Martínez (per due volte).
In totale, i calciatori interisti non italiani che hanno vinto tornei per selezioni nazionali sono diciotto:
Campioni del Mondo: 6
- Andreas Brehme  (Italia 1990)
- Jürgen Klinsmann  (Italia 1990)
- Lothar Matthäus  (Italia 1990)
- Youri Djorkaeff  (Francia 1998)
- Ronaldo  (Corea del Sud-Giappone 2002)
- Lautaro Martínez  (Qatar 2022)

FIFA Confederations Cup: 4
- Ronaldo  (Arabia Saudita 1997)
- Adriano  (Germania 2005)
- Júlio César  (Sudafrica 2009)
- Maicon  (Sudafrica 2009)

Ori Olimpici: 2
- Nicolás Burdisso  (Atene 2004).
- Kily González  (Atene 2004).

Coppa dei Campioni CONMEBOL-UEFA: 1
- Lautaro Martínez  (Finalissima 2022)

Campioni d'Europa: 3
- Luis Suárez  (Spagna 1964)
- Laurent Blanc  (Belgio-Paesi Bassi 2000)
- Giōrgos Karagkounīs  (Portogallo 2004)

Campioni del Sudamerica: 8
- Rubén Sosa  (Uruguay 1995)
- Ronaldo  (Paraguay 1999)
- Iván Córdoba  (Colombia 2001)
- Adriano  (Perù 2004)
- Maicon  (Venezuela 2007)
- Gary Medel  (Cile 2015 e USA 2016)
- Miranda  (Brasile 2019)
- Lautaro Martínez  (Brasile 2021 e USA 2024)

## Altri primati

Roberto Boninsegna, primo nerazzurro ad andare a segno in una finale mondiale (1970).

In totale, al mondiale 2018, l'Inter è la terza squadra che può vantare il maggior numero di giocatori convocati dalle rispettive nazionali al campionato del mondo, 121 (la Juventus e il Barcellona sono prima e seconda a quota 126 e 125), ed è il terzo club per numero di reti nella manifestazione, 71 (dietro al Bayern Monaco e al Real Madrid a quota 76 e 74). I calciatori nerazzurri, inoltre, sono secondi per quantità di partite disputate, 361 (la Juventus è prima a quota 362).
I nerazzurri vantano il record mondiale di marcatori (7) e di reti realizzate (8) nelle finali del campionato mondiale di calcio: Roberto Boninsegna in Brasile-Italia 4-1 del 1970 (goal del momentaneo 1-1); Alessandro Altobelli in Italia-Germania Ovest 3-1 del 1982 (goal del momentaneo 3-0); Karl-Heinz Rummenigge in Argentina-Germania 3-2 del 1986 (goal del momentaneo 2-1); Andreas Brehme in Germania-Argentina 1-0 del 1990 (goal del definitivo 1-0 su rigore); Ronaldo in Brasile-Germania 2-0 del 2002 (doppietta decisiva); Marco Materazzi in Italia-Francia 1-1 dts (5-4 dcr) del 2006 (goal del definitivo 1-1); Ivan Perišić in Francia-Croazia 4-2 (goal del momentaneo 1-1).
L'Inter vanta anche una striscia record (tuttora aperta) che vede la presenza di almeno un giocatore nerazzurro nelle rose delle finaliste nonché in campo nelle finali stesse delle ultime 11 edizioni del Mondiale: Altobelli, Bergomi e Oriali (con Marini e Bordon rimasti in panchina) nel 1982; Rummenigge nel 1986; Brehme, Matthaus e Klinsmann nel 1990; Berti nel 1994; Ronaldo e Djorkaeff nel 1998; Ronaldo nel 2002; Materazzi nel 2006; Sneijder nel 2010; Palacio (con Álvarez e Campagnaro rimasti in panchina) nel 2014; Perišić e Brozović nel 2018; Martínez nel 2022 con l'Argentina.Tale primato è condiviso col Bayern Monaco.

## Riconoscimenti individuali
| Capocannonieri - Miglior marcatore delle Olimpiadi: 1. Annibale Frossi: 7 (1936) 2. Ivan Zamorano: 6 (2000) - Scarpa d'oro dei Mondiali: 1. Ronaldo: 8 (2002) - Scarpa di bronzo dei Mondiali: 1. Wesley Sneijder: 5 (2010) - Scarpa d'oro Copa América: 1. Ronaldo: 5 (1999) 2. Adriano: 7 (2004) 3. Lautaro Martinez: 5 (2024) - Scarpa d'oro Confederations Cup: 1. Adriano: 5 (2005) | Migliori giocatori del torneo - Pallone d'oro dei Mondiali: 1. Ronaldo: (1998) - Pallone d'argento dei Mondiali: 1. Lothar Matthäus: (1990) 2. Ronaldo: (2002) 3. Wesley Sneijder: (2010) - Miglior giocatore della Copa América: 1. Adriano: (2004) - Pallone d'oro Confederations Cup: 1. Adriano: (2005) |

| All-Star Team Mondiali - All-Star Team Mondiali: 1. Giuseppe Meazza: (1934) 2. Ugo Locatelli: (1938) 3. Giacinto Facchetti: (1970) 4. Andreas Brehme: (1990) 5. Jürgen Klinsmann: (1990) 6. Lothar Matthäus: (1990) 7. Ronaldo: (1998) 8. Ronaldo: (2002) 9. Luis Figo: (2006) 10. Maicon: (2010) 11. Wesley Sneijder: (2010) | Squadra del torneo - Europei - Europei: 1. Luis Suarez: (1964) 2. Angelo Domenghini: (1968) 3. Giacinto Facchetti: (1968) 4. Sandro Mazzola: (1968) 5. Giuseppe Bergomi: (1988) 6. Andreas Brehme: (1992) 7. Laurent Blanc: (2000) 8. Romelu Lukaku: (2020) |

| Squadra del torneo - Copa América - Copa América: 1. Javier Zanetti: (2004) 2. Adriano: (2004) 3. Javier Zanetti: (2007) 4. Gary Medel: (2015) 5. Gary Medel: (2016) 6. Lautaro Martinez: (2024) |

### Voci generiche
- Nazionale italiana di calcio
- Storia della Nazionale italiana di calcio
- Convocazioni ai campionati mondiali di calcio
- Convocazioni ai campionati europei di calcio

### Liste e record
- Calciatori con almeno 100 presenze in Nazionale